# Rietbodemwants
De rietbodemwants (Holcocranum saturejae) is een wants uit de onderfamilie Artheneinae en uit de familie bodemwantsen (Lygaeidae).
De onderfamilie Artheneinae wordt ook weleens gezien als een zelfstandige familie Artheneidae in een superfamilie Lygaeoidea. Lygaeidae is conform de indeling van bijvoorbeeld het Nederlands Soortenregister.

## Uiterlijk
De rietbodemwants is glanzend geelbruin of okerkleurig. De soort onderscheidt zich van ander bodemwantsen door de lichte ribbels op de kop, halsschild, schildje en dekvleugels. Alleen de erop lijkende lisdoddebodemwants heeft deze ribbels ook, maar heeft geen duidelijke ribbels op het halsschild. Het bruine schildje (scutellum) heeft een opvallende tekening in de vorm van een lichte V. De lengte is 2,9 – 3,8 mm.

## Verspreiding en habitat
De soort komt voor in Zuid-Europa, het Middellandse Zeegebied, in het tropische deel van Afrika en in het gebied ronde de Kaspische Zee. In Noord-Amerika  is hij ingevoerd. Ze zijn te vinden in vochtige leefgebieden, waar riet (Phragmites australis) of lisdodde (Typha) groeit.

## Leefwijze
Deze wantsen leven zowel op riet (Phragmites australis) als op lisdodde (Typha) en ze brengen het grootste deel van de tijd van hun ontwikkeling door in de aar, waar ze aan de rijpende zaden zuigen. Alleen tijdens de paring en voortplantingstijd zijn ze aan de buitenkant te vinden. 
In het zuidoosten schijnt een ontwikkeling op de zaden van schietwilg (Salix alba) ook mogelijk te zijn. 
Over de ontwikkeling is niet alles bekend. Waarschijnlijk is het in de warme gebieden gelijk aan de ontwikkeling van de lisdoddebodemwants, maar brengt de soort in gebieden met een minder gunstig klimaat elk jaar slechts één generatie voort. Daar zijn alleen overwinterende imago’s aangetroffen.